# Амадео Каррісо
Амаде́о Каррі́со (ісп. Amadeo Carrizo; 12 червня 1926, Руфіно — 20 березня 2020, Буенос-Айрес) — аргентинський футболіст, що грав на позиції воротаря.
Виступав, зокрема, за клуб «Рівер Плейт», а також національну збірну Аргентини.
За версією IFFHS був визнаний найкращим воротарем Південної Америки XX сторіччя та посів десяте місце у загальному рейтингу воротарів сторіччя у світовому футболі.

## Клубна кар'єра
У дорослому футболі дебютував 1945 року виступами за команду клубу «Рівер Плейт», в якій провів двадцять три сезони, взявши участь у 513 матчах чемпіонату. Більшість часу, проведеного у складі «Рівер Плейта», був основним голкіпером команди.
Завершив професійну ігрову кар'єру у колумбійському клубі «Мільйонаріос», за команду якого виступав протягом 1969—1970 років.

## Виступи за збірну
У 1954 році дебютував в офіційних матчах у складі національної збірної Аргентини. Протягом кар'єри у національній команді, яка тривала 11 років, провів у формі головної команди країни лише 20 матчів, пропустивши 20 голів.
У складі збірної був учасником чемпіонату світу 1958 року у Швеції.